# Саннісайд (Ньюфаундленд і Лабрадор)
Саннісайд (англ. Sunnyside) — містечко в Канаді, у провінції Ньюфаундленд і Лабрадор.

## Населення
За даними перепису 2016 року, містечко нараховувало 396 осіб, показавши зменшення кількості населення на 12,4%, порівняно з 2011-м роком. Середня густина населення становила 10 осіб/км².
З офіційних мов обидвома одночасно не володів жоден з жителів, тільки англійською — 390.
Працездатне населення становило 57,7% усього населення, рівень безробіття — 17,1% (13% серед чоловіків та 22,2% серед жінок). 95,1% осіб були найманими працівниками, а 4,9% — самозайнятими.

## Клімат
Середня річна температура становить 4,7°C, середня максимальна – 19°C, а середня мінімальна – -10,7°C. Середня річна кількість опадів становить 1 386 мм.
| Клімат поселення                              | Клімат поселення | Клімат поселення | Клімат поселення | Клімат поселення | Клімат поселення | Клімат поселення | Клімат поселення | Клімат поселення | Клімат поселення | Клімат поселення | Клімат поселення | Клімат поселення | Клімат поселення |
| Показник                                      | Січ.             | Лют.             | Бер.             | Квіт.            | Трав.            | Черв.            | Лип.             | Серп.            | Вер.             | Жовт.            | Лист.            | Груд.            |                  |
| Середній максимум, °C                         | −0,35            | −0,72            | 2,51             | 7,22             | 11,70            | 15,99            | 17,69            | 19,02            | 15,79            | 10,97            | 6,20             | 1,34             |                  |
| Середня температура, °C                       | −5,31            | −5,69            | −2,45            | 2,28             | 6,75             | 11,04            | 14,20            | 15,53            | 12,31            | 7,47             | 2,72             | −2,15            |                  |
| Середній мінімум, °C                          | −10,28           | −10,65           | −7,41            | −2,69            | 1,79             | 6,08             | 10,70            | 12,04            | 8,81             | 3,99             | −0,77            | −5,64            |                  |
| Норма опадів, мм                              | 134              | 115              | 110              | 106              | 97               | 118              | 97               | 98               | 128              | 133              | 129              | 121              |                  |
| Середньомісячна швидкість вітру, м/с          | 7.20             | 6.77             | 6.48             | 5.93             | 5.30             | 5.07             | 4.89             | 4.96             | 5.44             | 6.07             | 6.62             | 7.06             |                  |
| Середньомісячна сонячна радіація, кДж/м²·день | 3927             | 6837             | 10649            | 14032            | 17150            | 19004            | 18814            | 15890            | 11941            | 7158             | 4156             | 3055             |                  |
| --------------------------------------------- | ---------------- | ---------------- | ---------------- | ---------------- | ---------------- | ---------------- | ---------------- | ---------------- | ---------------- | ---------------- | ---------------- | ---------------- | ---------------- |
| Джерело:                                      |                  |                  |                  |                  |                  |                  |                  |                  |                  |                  |                  |                  |                  |